# Xavier Milan
Pour les articles homonymes, voir Milan (homonymie).
 (décembre 2012).
Xavier Milan est un écrivain français né à Bordeaux en 1964.

## Biographie
Critique d'art au Courrier français, il entre au musée du Louvre en 1989 où il dirige la communication interne depuis 1997.
Il publie La Statue aux éditions de la Fenêtre en 1988, nouvelle illustrée de gravures de Xavier.
Amoureux de l'Égypte, il publie le roman Frère d'Égypte aux éditions Fizzi en novembre 2009, Le dernier secret de Cléopâtre aux éditions Alphée en 2011 et Le testament Néfertiti aux City Éditions en octobre 2013.
Il collabore avec France Inter en écrivant des documentaires fictions historiques pour l'émission Au fil de l'histoire de Patrick Liegibel. Il est également chroniqueur littéraire pour le magazine Pleine Vie pour les ouvrages historiques.
Il est chevalier des Arts et Lettres.